# ミハウ・フリデリク・チャルトリスキ
ミハウ・フリデリク・チャルトリスキ（ポーランド語:Michał Fryderyk Czartoryski, リトアニア語:Mykolas Frederikas Čartoriskis, 1696年4月26日 - 1775年8月13日）は、ポーランド・リトアニア共和国の大貴族（マグナート）、公。

## 生涯
リトアニア大法官を務めたカジミェシュ・チャルトリスキ公の長男。実弟アウグスト・アレクサンデル、義弟スタニスワフ・ポニャトフスキと共に形成した「ファミリア」の総帥として、共和国内におけるチャルトリスキ家の勢力伸長に努めた。彼は1720年リトアニア大膳官に、1722年ヴィリニュス城代となり、1752年にはリトアニア大法官の座についた。またグロズク、ウツク、ウシヴィアツク、ユルボルスク、クピスク、ピェニャンスクの代官でもあった。1726年10月にプラハでエレオノーラ・モニカ・ヴァルドシュタインと結婚し、3人の娘をもうけた。長女アントニナの娘イザベラ・フレミングと、弟アウグスト・アレクサンデルの息子アダム・カジミェシュは1761年に結婚している。また三女アレクサンドラはミハウ・カジミェシュ・オギンスキと結婚した。

## 叙勲
- 白鷲勲章…1726年